# داي أوشيما لخطوط الملاحة
شركة داي أوشيما المحدودة لخطوط الملاحة (تاي سي كي سين) ، هي شركة بحرية يابانية تتخذ من مدينة بيزن بمحافظة أوكاياما مقرًا لها، تتخصص في تقديم خدمات الشحن عبر المحيطات .

## ملخص
على سواحل هونشو، تنطلق خدمات الشركة من ميناء هيناسه ورصيف هيناسه في مدينة بيزين، حيث تُسيّر السفن رحلات منتظمة للركابوالعباراتنحو جزر هيناسه، مثل جزيرة كوجيما وجزيرة كاشيرا وجزيرة أوتافو. تجوب السفن مياه البحر بانتظام، موفرةً 6.5 رحلات ذهاب وإياب يوميًا للركاب، بينما تنفرد العبّارات بتقديم خدماتها للرحلات المؤجرة فقط، في انسياب متواصل لحركة النقل بين الجزر والبر.
في أبريل من عام 2015، اكتمل بناء جسر بيزين♡هيناسه الكبير، فربط جزيرة كاشيرا، الأكثر سكانًا، بالبر الرئيسي، مما تسبب في انخفاض كبير في أعداد الركاب. قررت الشركة وقف التوقف عند جزيرة كاكوئي، وأعلنت تغييرًا في وجهات رحلاتها، وبدأت تنفيذ سياسات جديدة لدعم استمرارية عملياتها. قامت مدينة بيزين بإعارة سفينة ركاب صغيرة تُدعى "نوريناهاريه" دون مقابل، لتساعد الشركة في مواصلة تقديم خدماتها، وتحافظ على ربط الجزر بخطوط الملاحة البحرية.
تُبحر سيارات الأجرة البحرية عبر مياه جزر هيناسه، حيث تربط بين الجزر المختلفة، وتجوب بين مرافئها، وتقدم أيضًا جولات بحرية مدتها ساعة واحدة تُمكّن الزوار من استكشاف المعالم الطبيعية. تشتغل العبّارات بشكل غير منتظم، وتستقبل الحجوزات مسبقًا، فتبدأ رحلاتها مع أول خيوط الصباح، وتواصل الإبحار حتى غروب الشمس، بينما تقوم سفينة "ميشيما مارو" بتسيير هذه الرحلات، وتنقل الركاب، وتشحن البضائع، وتجسد صورة حية لحركة الحياة البحرية. .
وتتملك تبعية شركة "ميشيما كايون" حيث تتولى تشغيل السفن المستأجرة والعبّارات، وتنظم رحلاتها، وتدير عملياتها البحرية بدقة. تشرف الشركة أيضًا على إدارة منشأة الإقامة "كازيماتشي" الواقعة في جزيرة أوتافو، فتدير خدماتها، وتستقبل الزوار، وتوفر لهم الراحة، وتُشرف على عمليات الصيانة، وتحافظ على معايير الجودة، وتدعم الأنشطة السياحية في المنطقة.

## الممار البحرية

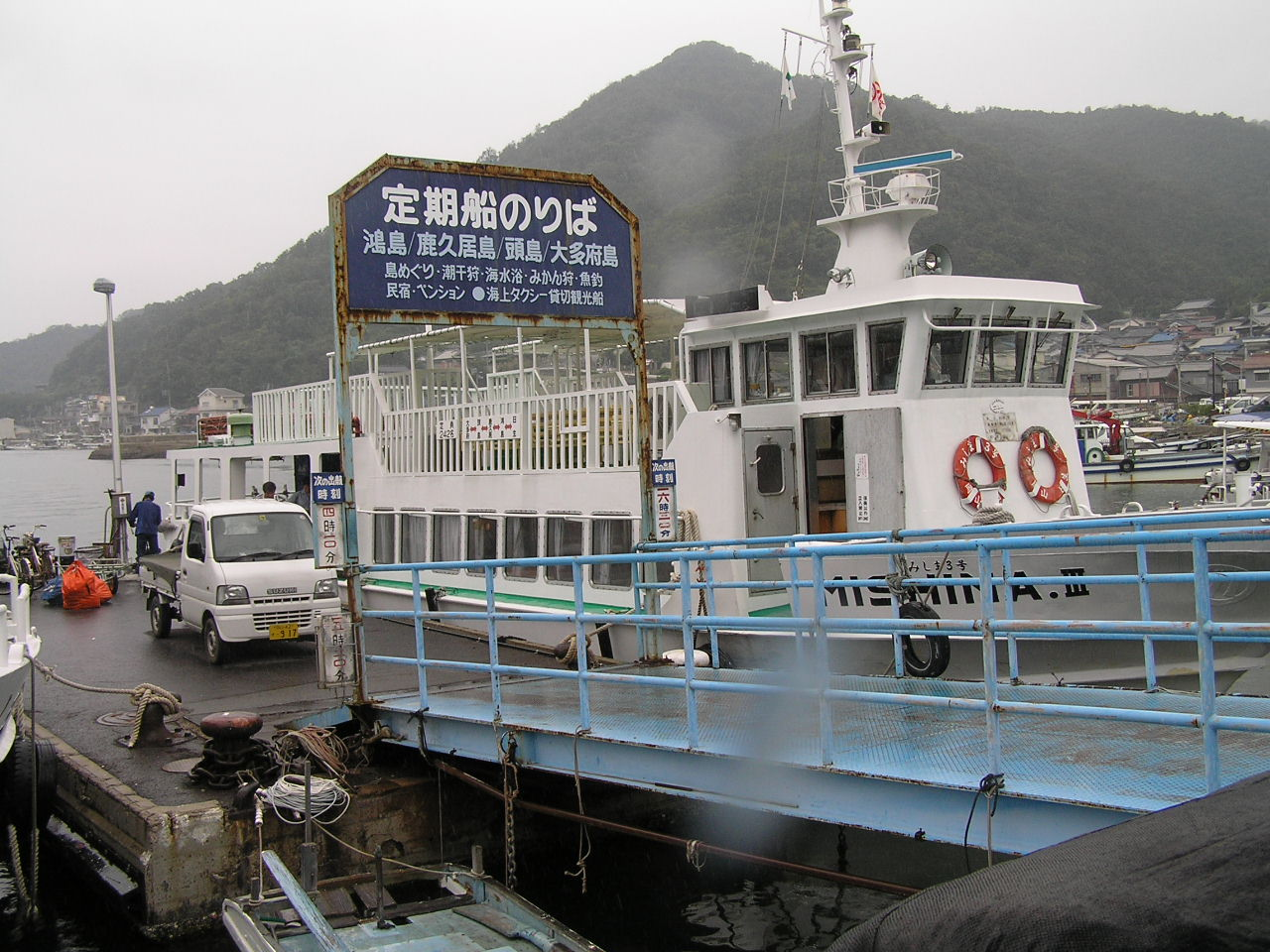
ميناء هيناس وميشيما. Ⅲ

في ستينيات القرن الماضي، كان هناك طريق إلى أوبي ( شودوشيما ) ، ولكن اعتبارًا من عام 2023، أصبح الخط حصريًا بين هيناس وجزر هيناس.
- هيناس - محطة هيناس - كونوشيما - جزيرة أوتافو - جزيرة كاشيرا
هيناس - جزيرة أوتافو 6.5 رحلة ذهابًا وإيابًا
من بينها، هناك 1.5 رحلة ذهابًا وإيابًا فقط في هيناس إكيماي، و5 رحلات ذهابًا وإيابًا في كونوشيما، و4 رحلات ذهابًا وإيابًا في توجيما.
قبل الجسر، كان ترتيب مكالمات الميناء هو هيناس - كونوشيما أو كاكويجيما - كاشيراجيما -

### السفن العاملة حاليًا
- نوريناهاريه*إعارة مجانية من مدينة بيزن

في مارس من عام 2017، اكتمل بناء السفينة في أحواض "تسونيشي كرافت آند فاسيليتيز"، حيث انطلقت بتصميم يبرز براعة الحرفيين، وتألقت بسعة إجمالية تبلغ 18 طنًا، وامتد هيكلها بطول 17.5 مترًا، واتسع عرضها إلى 4.1 متر. انطلقت بسرعة قصوى تصل إلى 15 عقدة، واستعدت لاستيعاب 45 راكبًا، لتبحر عبر المياه

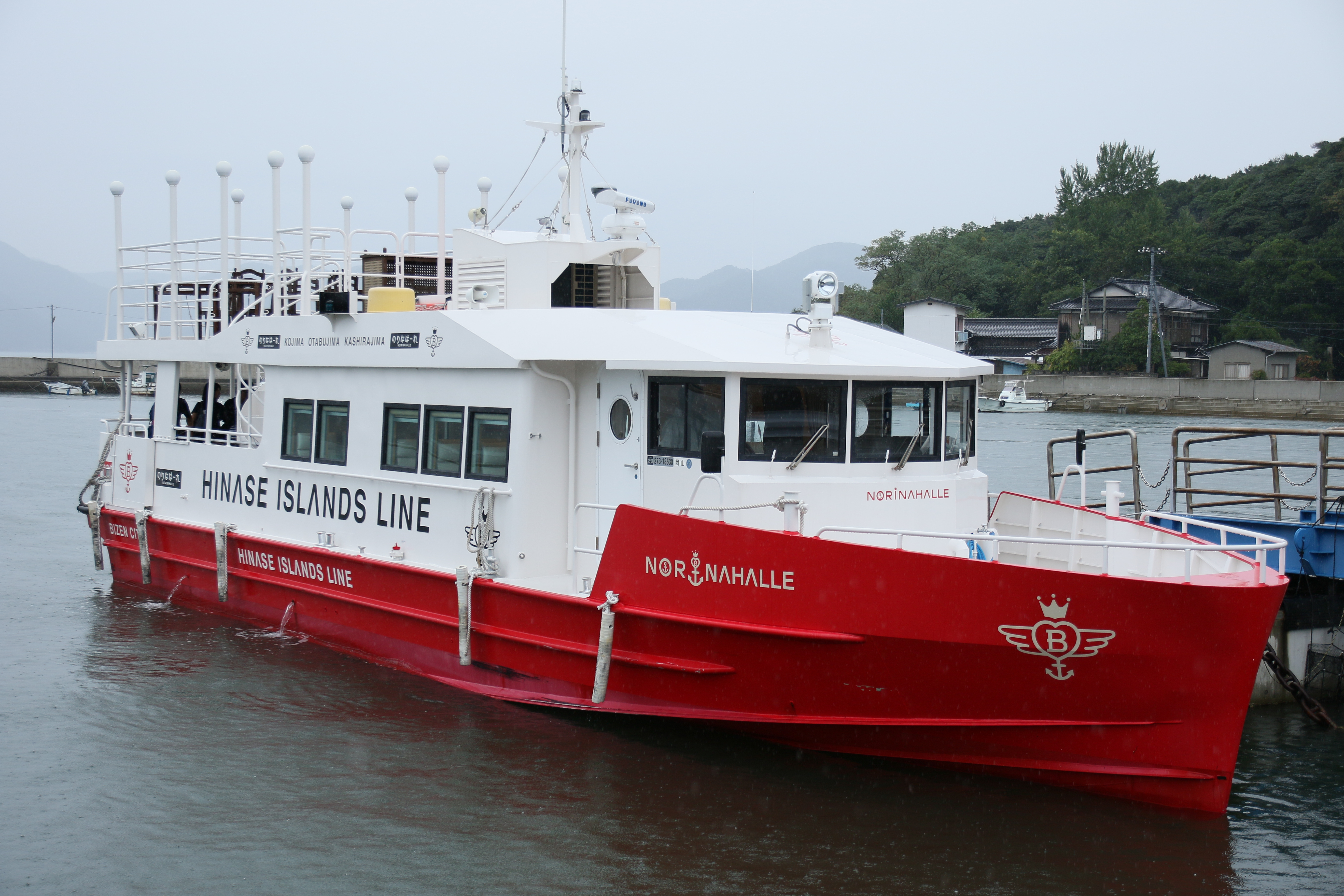
نوريناهاريه
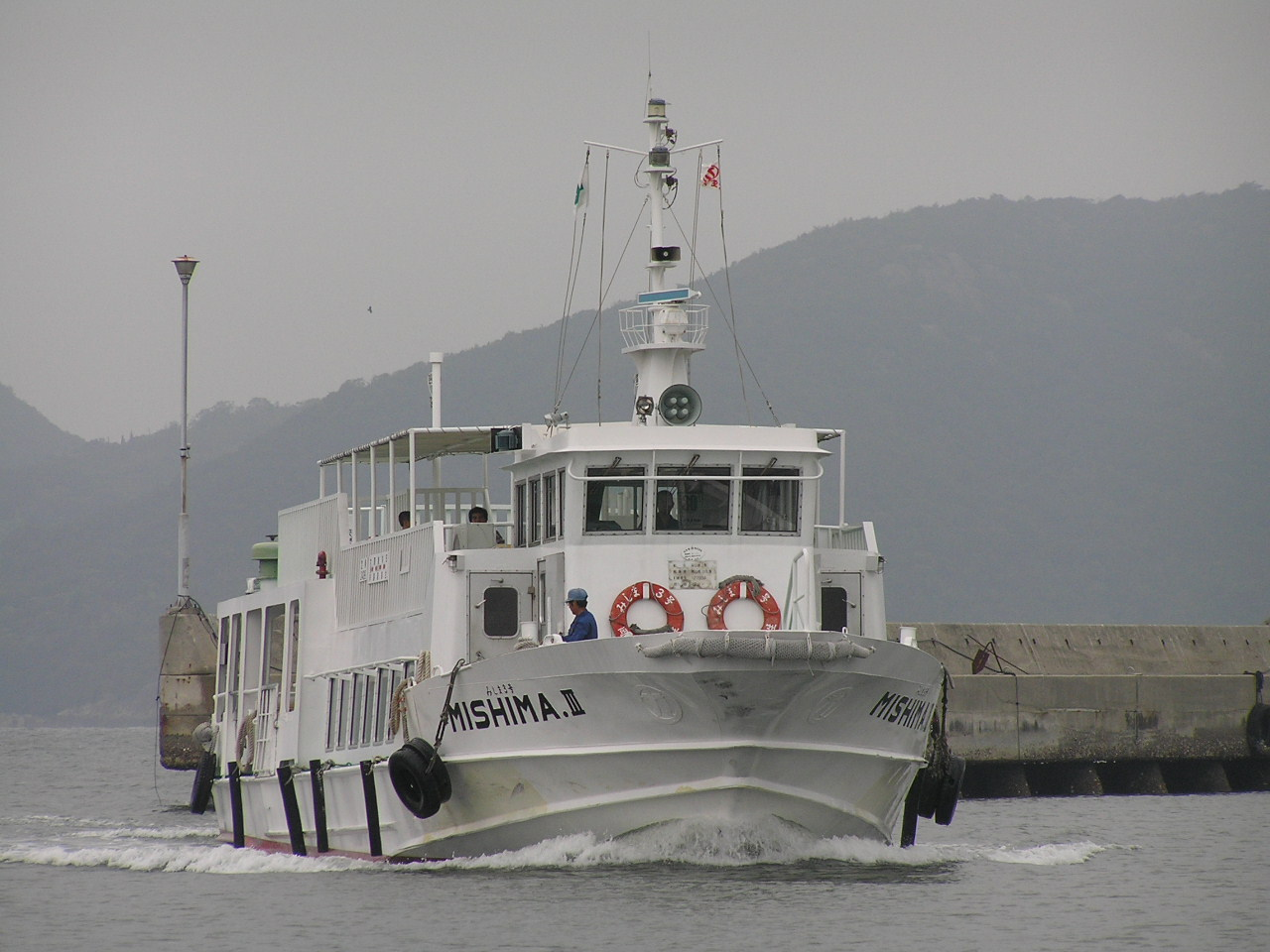
ميشيما 3
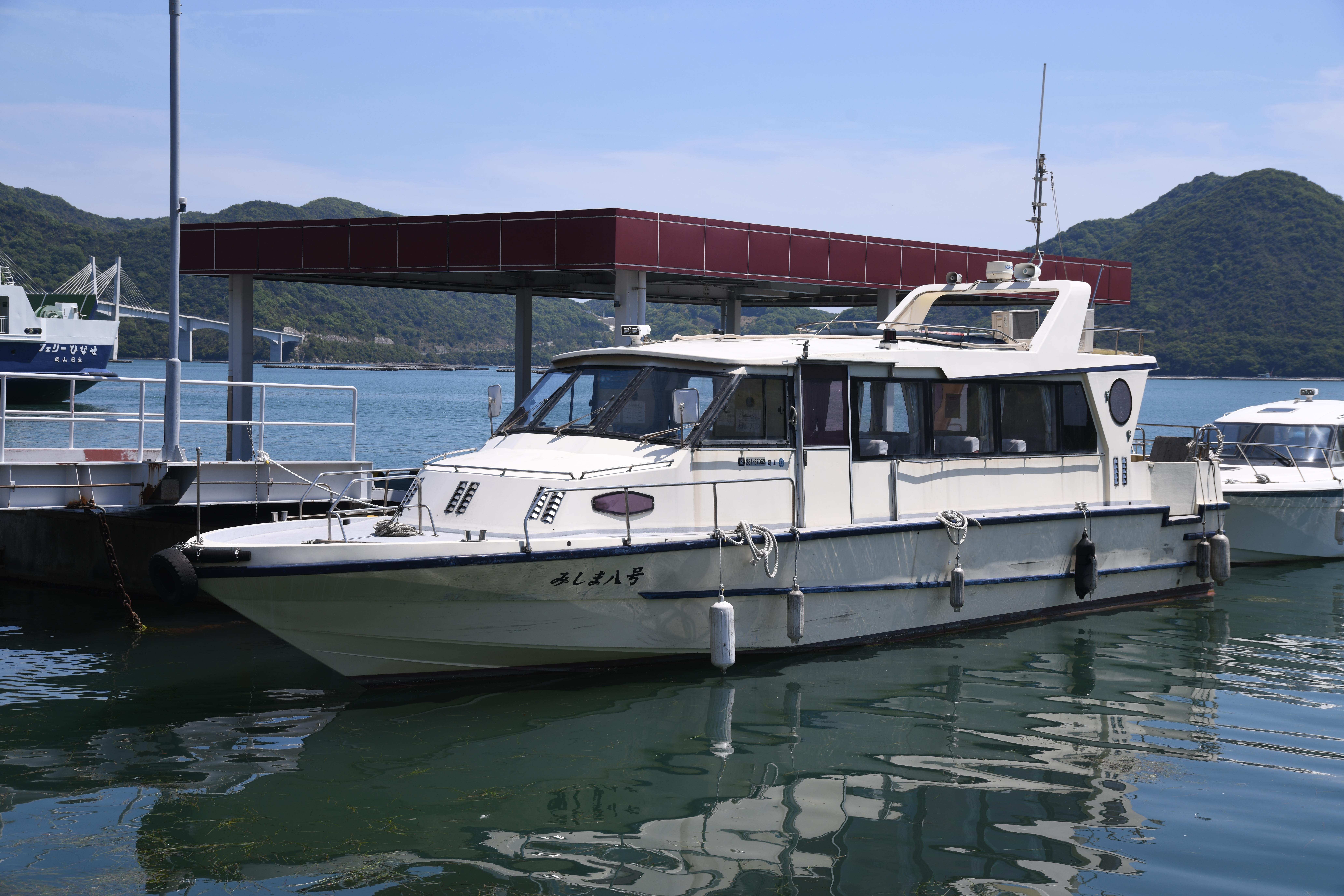
ميشيما رقم 8
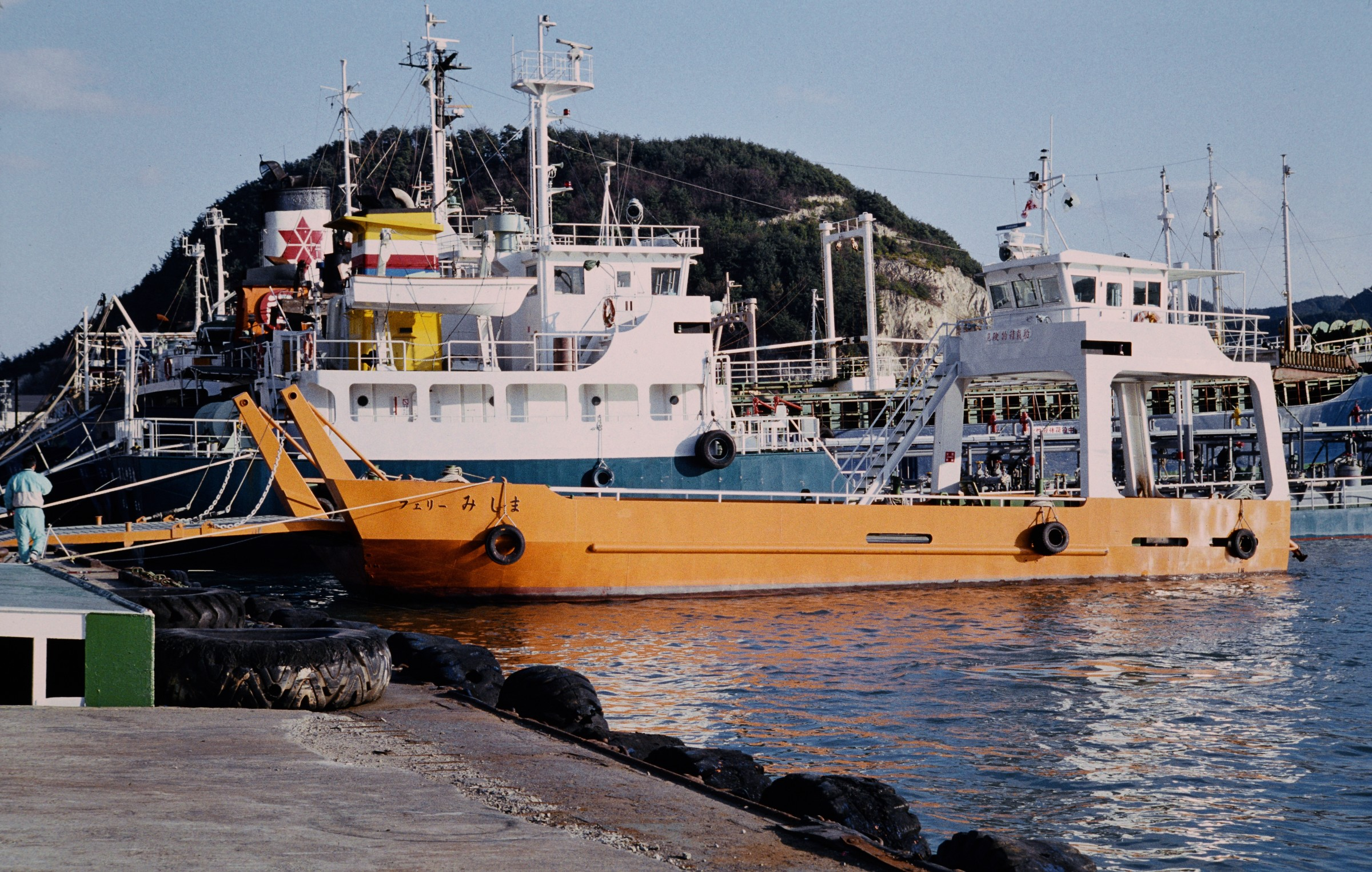
العبارة ميشيما
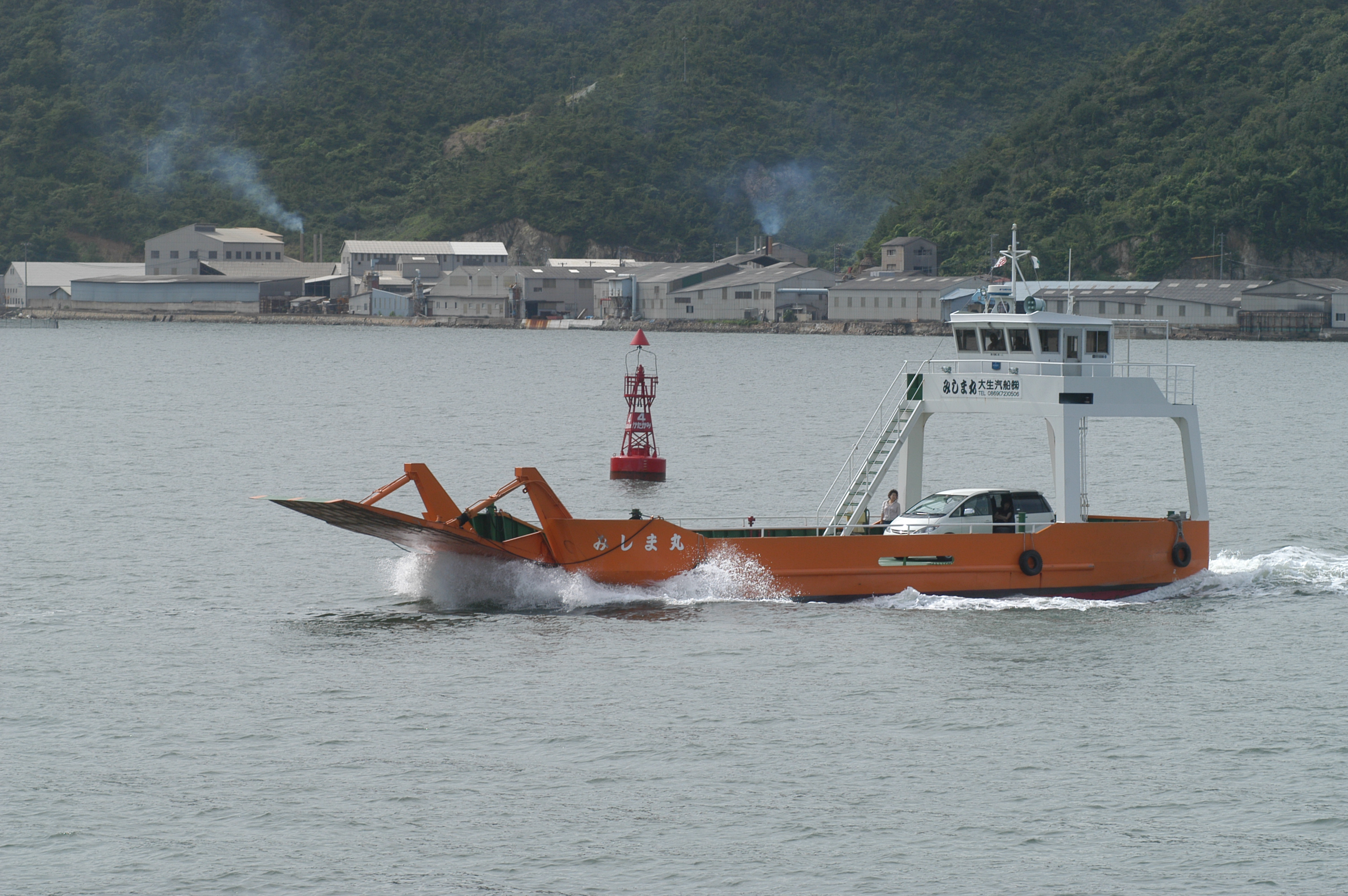
ميشيما مارو

في يونيو من عام 1985، اكتمل بناء السفينة في أحواض "أساهي" لصناعة السفن، حيث أُنجزت بسعة إجمالية تبلغ 42 طنًا، وامتد طولها المسجل إلى 22.01 متر، واتسع عرضها إلى 5.60 متر، وبلغ عمقها 2.00 متر. زُوّدت السفينة بمحرك يُنتج قوة 280 حصانًا، فانطلقت بسرعة ملاحية تصل إلى 10 عقدات، واستعدت لاستيعاب 239 راكبًا. تستخدم السفينة حاليًا كاحتياطي أثناء صيانة سفينة "نوريناهاريه"، كما تعمل كقاعة انتظار في ميناء هيناسه، حيث تستقبل الزوار، وتوفر الراحة، وتدعم حركة الميناء، وتبقى رمزًا للجاهزية والتكامل.
- ميشيما رقم 8

دخلت السفينة الخدمة في عام 2015 بعد شرائها، حيث تبلغ سعتها الإجمالية 14 طنًا، ومزودة بمحركين بقوة إجمالية تصل إلى 210 حصان لكل منهما، مما يتيح لها الإبحار بسرعة ملاحية تبلغ 15 عقدة. تستوعب السفينة 24 راكبًا، وكانت تُعرف سابقًا باسم "سيتو يوكي" التابعة لأسطول سيتو السياحي.
- العبّارة ميشيما (فيري ميشيما)

أُنجز بناء العبّارة في عام 1989، بسعة إجمالية تبلغ 19 طنًا، ومزودة بمحرك بقوة 320 حصان، مما يتيح لها الإبحار بسرعة ملاحية تصل إلى 8 عقدات. تستطيع العبّارة حمل ما يصل إلى 7 سيارات ركاب
- سفينة ميشيما مارو (النسخة الثانية - عبّارة)

اكتمل بناء سفينة ميشيما مارو (النسخة الثانية) في عام 1999، بسعة إجمالية تبلغ 19 طنًا، ومزودة بمحرك بقوة 450 حصان، مما يتيح لها الإبحار بسرعة ملاحية تصل إلى 8 عقدات، مع قدرة استيعابية تصل إلى 7 سيارات ركاب.
- نوريناهاريه

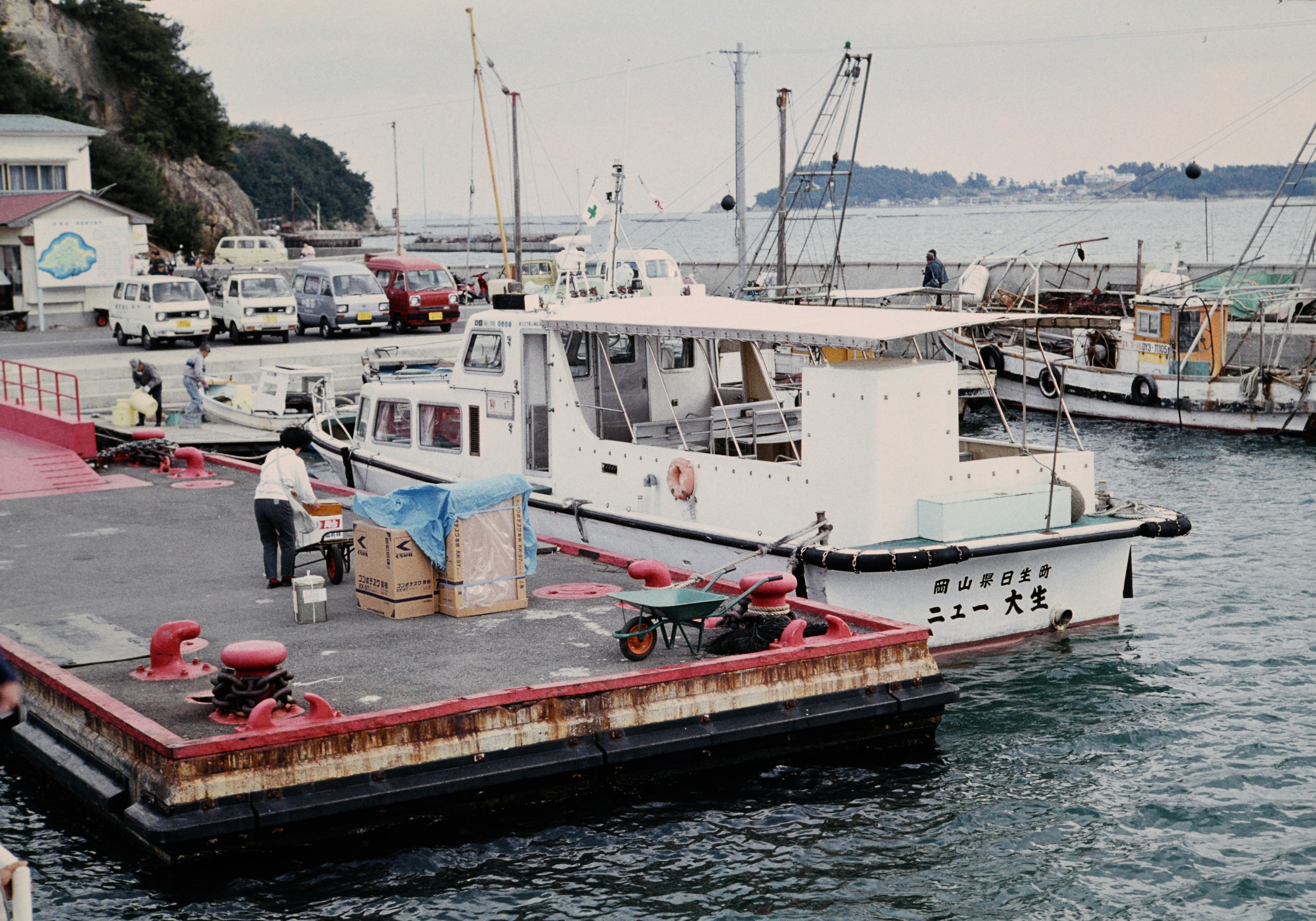
نيو داي أوشيما
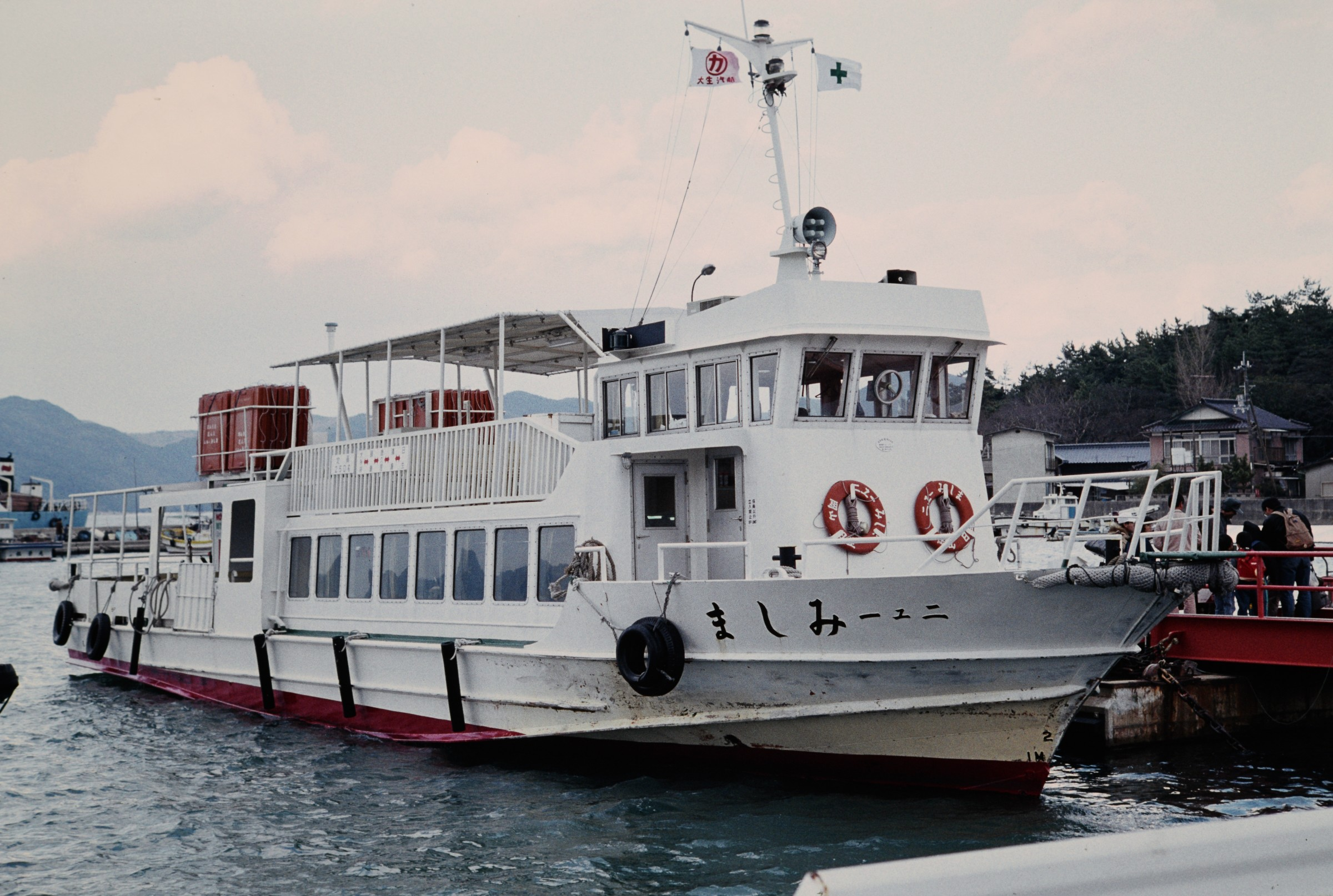
ميشيما 3
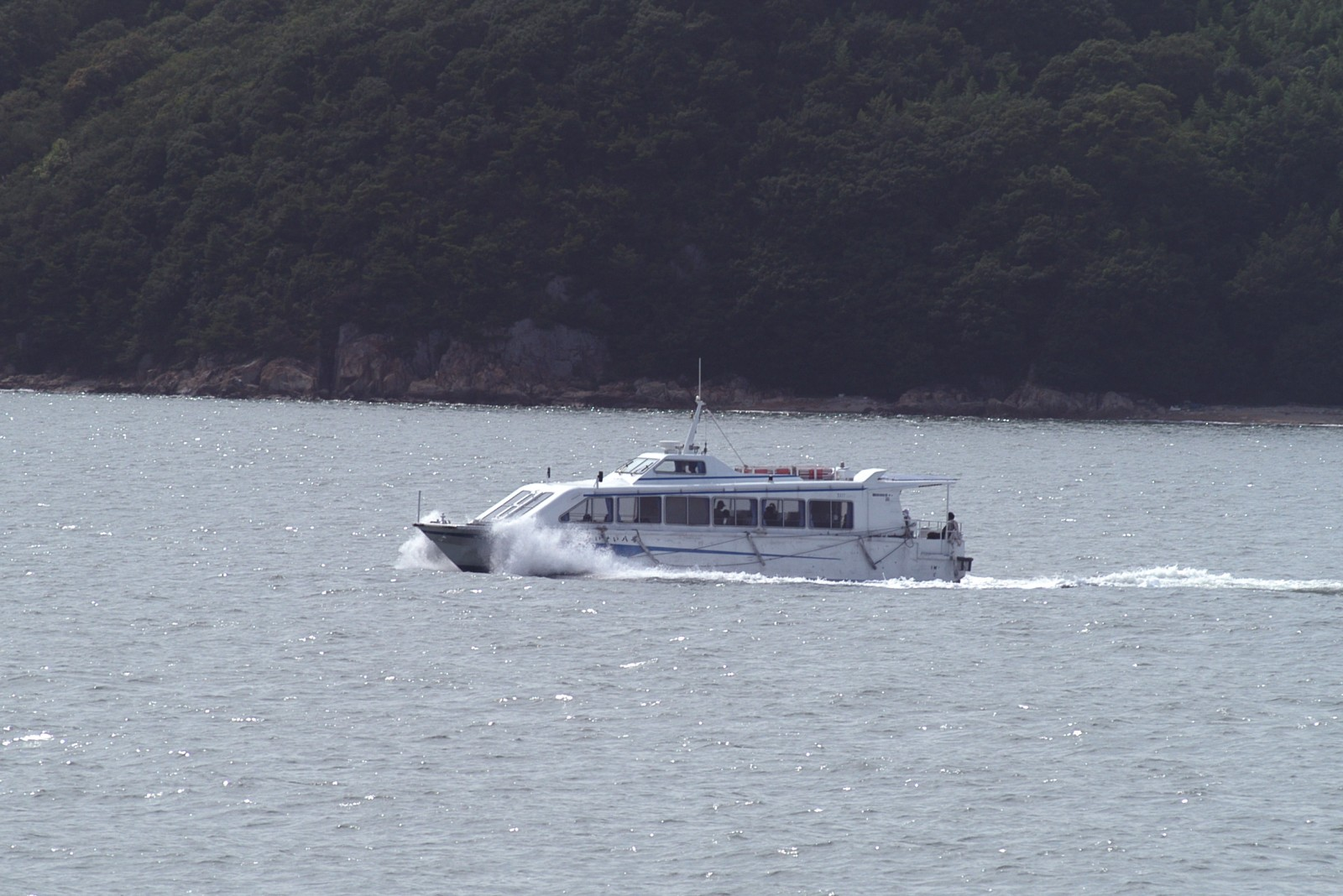
ميشيما رقم 8
- العبارة ميشيما
- ميشيما مارو

### سفن كانت تبحر في الماضي
- سفينة داروما مارو

اكتمل بناء السفينة داروما مارو في نوفمبر من عام 1954 في أحواض بناء السفن في آكي، بسعة إجمالية تبلغ 39.68 طنًا. بلغ طولها المسجل 15.00 مترًا، وعرضها 4.00 مترًا، وعمقها 1.40 مترًا، وكانت مزودة بمحرك يعمل بنظام الاحتراق الداخلي بقوة 50 حصانًا، مما يتيح لها الإبحار بسرعة ملاحية تصل إلى 7 عقدات. استوعبت السفينة 72 راكبًا، وكانت مصنوعة بالكامل من الخشب، ما يعكس حرفية البناء التقليدي في تلك الحقبة..
- تيسيمارو

في أكتوبر من عام 1960، اكتمل بناء السفينة في أحواض "أوكا" لبناء السفن والحديد، حيث وُلدت بسعة إجمالية تبلغ 36.06 طنًا، وامتد طولها المسجل إلى 15.76 مترًا، واتسع عرضها إلى 4.1 متر، وبلغ عمقها 1.55 مترًا. زُوّدت السفينة بمحرك ديزل واحد يولد قوة 60 حصانًا، فانطلقت بسرعة ملاحية تصل إلى 8 عقدات، واستعدت لاستيعاب 72 راكبًا. شُيدت السفينة بهيكل فولاذي متين، لتبحر بثقة، وتنقل الركاب، وتجوب البحار، وتُسهم في حركة النقل، وتُبرز براعة الهندسة البحرية.
- ميشيما مارو (سفينة ركاب من الجيل الأول)

تم إطلاقها في يوليو 1964 ، بإجمالي 34.93 طنًا، محرك ديزل واحد، قوة المحرك 60 حصانًا، سرعة الإبحار 9 عقدة، سعة الركاب 80 شخصًا. سفينة خشبية.
- ميشيما رقم 2

تم الانتهاء منه في فبراير 1966 ، وتم بناؤه بواسطة شركة ساجاوا لبناء السفن، بإجمالي 83.88 طنًا، والطول المسجل 21.95 مترًا، وعرض القالب 6.00 مترًا، وعمق القالب 1.90 مترًا.
- موراساكي مارو

تم الانتهاء منه في عام 1968 ، وتم بناؤه بواسطة شركة تاكيوشي لبناء السفن. سفينة خشبية.
41 طنًا إجماليًا، الطول العمودي 19.3 م، عرض القالب 4.3 م، عمق القالب 1.5 م، محرك ديزل واحد، قوة المحرك 150 حصانًا، سرعة الانطلاق 11 عقدة، سعة الركاب 94.
- السفينة نيو داي أوشيما (سفينة سريعة)

اكتمل بناء السفينة في عام 1978 بواسطة شركة نيو جابان مارين، بسعة إجمالية تبلغ 18.34 طنًا، وطول مسجل يبلغ 13.5 مترًا، وعرض 3.6 متر، وعمق 1.3 متر. زُوّدت السفينة بمحرك ديزل بقوة 230 حصانًا، مما يتيح لها الإبحار بسرعة ملاحية تصل إلى 17 عقدة، مع قدرة استيعابية تصل إلى 60 راكبًا
- نيو ميشيما

اكتمل بناء السفينة في يوليو عام 1983 في أحواض بناء السفن التابعة لشركة أساهي، بسعة إجمالية تبلغ 41.00 طنًا، وطول مسجل يبلغ 22.01 مترًا، وعرض 5.60 متر، وعمق 2.00 متر. كانت السفينة تبحر بسرعة ملاحية تصل إلى 10 عقدات، وتستوعب 247 راكبًا. بعد بيعها، أُعيد تشغيلها كقارب سياحي تحت اسم "بيرسونا" في خليج طوكيو، حيث خدمت لفترة طويلة، لكن مع تراجع الطلب، تم تفكيكها وإنهاء خدمتها.
- تايسي رقم 8 (قارب عالي السرعة)

دُشنت السفينة في أكتوبر عام 1994، وتم بناؤها في أحواض بناء السفن التابعة لشركة IHI أمتك. بلغت سعتها الإجمالية 19.00 طنًا، وكانت تبحر بسرعة ملاحية تصل إلى 22 عقدة، مع قدرة استيعابية تصل إلى 88 راكبًا. كانت تُعرف سابقًا باسم "إيتاجيما 8" ضمن أسطول شركة إينو للشحن، لكنها انتقلت لاحقًا إلى شركة كاراسو للشحن في محافظة ساغا، حيث أُعيد تسميتها إلى "كاشواجما 7.
- نيو داي أوشيما
- نيو ميشيما
- تايسي رقم 8

## العناصر ذات الصلة
- Setouchi Kanko Kisen - Hinase - شركة مماثلة تدير طرق العبارات في أوبي.

## رابط خارجي
- الموقع الرسمي لـ Daisei Kisen